# Gioco non transitivo
Un gioco non transitivo è un gioco nel quale le diverse strategie producono uno o più cicli di preferenze. In un gioco non-transitivo in cui la strategia {\displaystyle A} sia preferibile rispetto alla strategia {\displaystyle B}, e la strategia {\displaystyle B} sia preferibile rispetto alla strategia {\displaystyle C}, non è necessariamente vero che la strategia {\displaystyle A} sia preferibile alla strategia {\displaystyle C}.

## Esempi
Alcuni esempi di giochi non transitivi sono la morra cinese, il gioco di Penney e il dado non transitivo.